# Luperina birnata
Luperina birnata är en fjärilsart som beskrevs av Smith 1908. Luperina birnata ingår i släktet Luperina och familjen nattflyn. Inga underarter finns listade i Catalogue of Life.